# لؤي خير الله طلفاح
لؤي خير الله طلفاح المسلط هو شخصية عراقية، وابن خال الرئيس العراقي السابق صدام حسين، ولد بحدود عام 1965.
شغل منصب رئيس الاتحاد العراقي لكرة اليد للفترة 1987-1988.
بعد احتلال العراق، اعتقلته القوات الأمريكية بتاريخ 20 آيار 2003، وأطلق سراحه بتاريخ 18 آب 2017، فتوجه إلى الأردن ثم إلى قطر، وكان لوزير الداخلية قاسم الأعرجي الدور في إطلاق سراحه بعد انتهاء مدة حكمه وإصدار جواز سفر له.

## عائلته
والده هو خير الله طلفاح وأخوه وزير الدفاع السابق عدنان خير الله وأخته ساجدة خير الله زوجة صدام حسين.
زوجته هي ابنة عبد حسن المجيد، وكلهم ينتسبون إلى عشيرة ألبو ناصر.
كان لؤي شاهدة دفاع عن صدام حسين في محاكمته في قضية الدجيل.
يذكر أنه كان طالبا في كلية الهندسة بجامعة بغداد عام 1986، عندما اعتدى على أستاذ في الكلية كان قد ضبطه في حاله غش أثناء الإمتحان، مما أدى إلى كسر ساعد الأستاذ، فأمر صدام حسين بكسر يد لؤي خير الله.